# Municipio de Derry (condado de Westmoreland)
El municipio de Derry (en inglés: Derry Township) es un municipio ubicado en el condado de Westmoreland en el estado estadounidense de Pensilvania. En el año 2000 tenía una población de 14,726 habitantes y una densidad poblacional de 59 personas por km².

## Geografía
El municipio de Derry se encuentra ubicado en las coordenadas 40°23′00″N 79°13′59″O / 40.38333, -79.23306.

## Demografía
Según la Oficina del Censo en 2000 los ingresos medios por hogar en la localidad eran de $34,208 y los ingresos medios por familia eran $40,878. Los hombres tenían unos ingresos medios de $40,745 frente a los $25,208 para las mujeres. La renta per cápita para la localidad era de $16,425. Alrededor del 10,1% de la población estaban por debajo del umbral de pobreza.